# 青森市立甲田小学校
青森市立甲田小学校（あおもりしりつ こうだしょうがっこう）は、青森県青森市金沢1丁目にある公立小学校。

## 概要
青森市の中心部に近い金沢地区にある小学校。ここ数年は近隣小学校との統合問題も起きているが反対意見が多く統合には至っていない。主な進学先は甲田中学校、古川中学校全校児童は148人（2022年4月7日現在）。

## 沿革
- 1953年（昭和28年）
  - 4月1日 - 古川小学校校舎の一部を充て、甲田小学校発足[1]。
  - 6月15日 - 新校舎落成式挙行。この日から、当面新校舎にて、2部授業実施。同日、校章・校歌制定。
- 1954年（昭和29年）4月24日 - 第二期工事竣工。これをもって、2部授業解消。
- 1957年（昭和32年）
  - 1月19日 - 南側に2階建2教室、西側に2階建2教室をそれぞれ増築。
  - 7月23日 - 体育館竣工。
- 1963年（昭和38年）11月9日 - 創立10周年記念式典挙行。
- 1964年（昭和39年）7月31日 - 4教室増築。
- 1973年（昭和48年）11月10日 - 創立20周年記念式典挙行。
- 1976年（昭和51年）7月20日 - 水泳プール設置。
- 1980年（昭和55年）7月16日 - 校舎全面改築工事実施。
- 1981年（昭和56年）10月24日 - 校舎竣工、移転。
- 1982年（昭和57年）12月10日 - 体育館竣工。
- 1983年（昭和58年）10月20日 - 創立30周年記念式典挙行。
- 1992年（平成4年）11月7日 - 創立40周年記念式典挙行。

## 部活動

### 運動部
- 野球部[1]
- ミニバスケットボール部

など。

## 学区
出典
- 旭町1丁目（全域）
- 旭町2丁目（一部）
- 旭町3丁目（一部）
- 金沢1丁目（全域）
- 金沢2丁目（一部）
- 北金沢2丁目（一部）

## 進学先中学校
出典
- 青森市立甲田中学校

## アクセス
- 青森市営バス・青森市市バス
  - 「常盤町」バス停から、約265m・約4分。
  - 「甲田町」バス停から、約260m・約4分。

## 周辺
- 学校法人三ツ葉学園認定こども園甲田幼稚園 - 進学前幼稚園のひとつ
- 青森少年鑑別所
- 青森金沢郵便局
- 工藤パン本社工場
- 青森中央大橋[4]
- 青い森鉄道青い森鉄道線[4]

## 参考資料
- 『新青森市史 別編教育（別巻） 年表・学校沿革』（青森市・2000年3月発行）「(一)小学校」156頁～157頁「甲田小学校」